# Period. End of Sentence.
Period. End of Sentence. è un cortometraggio documentario del 2018 diretto da Rayka Zehtabchi. Vincitore del premio Oscar 2019 per il miglior cortometraggio documentario, il film racconta la condizione sociale delle donne indiane e della loro pacifica rivoluzione sessuale.

## Trama
Il cortometraggio documentario segue un gruppo di donne a Hapur in India, mentre imparano a utilizzare una macchina che produce assorbenti biodegradabili a basso costo, che vendono ad altre donne che non se li possono permettere. Ciò non solo aiuta a migliorare l'igiene femminile fornendo accesso ai prodotti di base, ma sostiene e dà alle donne la possibilità di eliminare in India un tabù
sulle mestruazioni, contribuendo nel contempo al futuro economico della loro comunità.